# Cratere Jal
Jal  è un cratere sulla superficie di Marte.